# Akimowo (obwód wołogodzki)
Akimowo (ros. Акимово) – wieś w Rosji, w rejonie kiczmiengsko-gorodieckim obwodu wołogodzkiego. W 2021 r. liczyła 4 mieszkańców.